# Eleanor Marx
Jenny Julia Eleanor Aveling Marx (Londres, 16 de janeiro de 1855 — Londres, 31 de março de 1898) foi uma ativista política e autora marxista, filha de Karl Marx.
Nasceu na Inglaterra, foi a menor dos filhos de Karl Marx. Foi educada em sua casa por seu pai; com o passar do tempo se converteu em sua secretária, passando logo a ser professora em um colégio de Brighton. Teve uma relação amorosa com Hippolyte Lissagaray, autor da História da Comuna de 1871; sem ajuda, a relação não floresceu devido ao rechaço de seu pai.
Tussy, como era conhecida pela família (devido à sua tosse persistente), era, bem como as demais filhas de Marx, erudita, poliglota. Marx certa vez afirmou que entre as suas filhas Jennychen era a mais parecida com ele. Mas ele terminou essa frase declarando que Eleanor era ele.
Em 1884, uniu-se à Federação Social Democrata e foi eleita para entrar em sua executiva, empregando parte de seu tempo em dar conferências sobre socialismo. Esse mesmo ano chegaria a ser um dos fundadores da Liga Socialista (formação rival da Federação) como seu companheiro de então, Edward Aveling.
No fim da década de 1880 e na década de 1890, Marx converteu-se em ativista sindical, apoiando greves como a de Bryant & May e a do porto de Londres. Ajudou a organizar a Gasworkers' Union e escreveu numerosos livros e artigos.
Traduziu diversas obras literárias, como Madame Bovary, assim como A dama do mar e Um Inimigo do Povo, de Henrik Ibsen.
Em 1897, descobriu que Aveling havia casado secretamente com uma jovem atriz, Eva Frye. Ele retornou para Marx quando foi abatido por uma doença renal. Depois de tratá-lo por algum tempo, Eleanor Marx cometeu suicídio principalmente devido à sua infidelidade. O inquérito de um legista emitiu um veredicto de "suicídio enquanto estava em estado de insanidade temporária", eliminando o agravamento criminal, mas ele foi amplamente rechaçado em toda a comunidade socialista como tendo causado a morte de Eleanor.